# Pringtutul
Pringtutul is een bestuurslaag in het regentschap Kebumen van de provincie Midden-Java, Indonesië. Pringtutul telt 3893 inwoners (volkstelling 2010).